# Tomoe Abe
Tomoe Abe (japonsko 安部友恵), japonska atletinja, * 13. avgust 1971, Kicuki, Japonska.
Ni nastopila na poletnih olimpijskih igrah. Na svetovnih prvenstvih je osvojila bronasto medaljo v maratonu leta 1993. Leta 1994 je osvojila Osaški maraton, leta 1996 pa Hokaidski maraton.